# Vệ Đông
Vệ Đông (chữ Hán giản thể: 卫东区, Hán Việt: Vệ Đông khu) là một quận thuộc địa cấp thị Bình Đỉnh Sơn, tỉnh Hà Nam, Cộng hòa Nhân dân Trung Hoa. Quận này có diện tích 103 km2, dân số năm 2002 là 280.000 người. 
Quận Vệ Đông được chia thành các nhai đạo: Ngũ Nhất Lộ, Kiến Thiết Lộ, Ưu Việt Lộ, Đông An Lộ, Đông Công Nhân Trấn, Đông Hoàn Lộ, Quang Hóa Lộ, Hồng Ưng, Hoàng Đài, Bắc Hoàn và hương Đông Cao Hoàng.